# Haralds Blaus
Haralds „Harry” Blaus (ros. Гарри Блау, Harald Blau; ur. 5 lutego 1885 w Liezēre, zm. 4 czerwca 1945 w Augsburgu) – rosyjski strzelec sportowy pochodzący z dzisiejszej Łotwy. Pierwszy medalista olimpijski pochodzący z Łotwy.
Blau urodził się w rodzinie Niemców bałtyckich. Służył w armii rosyjskiej podczas I wojny światowej, po wojnie pracował w firmie ubezpieczeniowej „Łotwa”. Był także nauczycielem; uczył matematyki w technikum w Rydze.
Brał udział w igrzyskach olimpijskich w 1912 roku, startując łącznie w 3 konkurencjach. W rundzie pojedynczej do sylwetki jelenia zajął 20. miejsce, zaś drużynowo był piąty. W trapie zdobył brązowy medal olimpijski z wynikiem 91 punktów (trzy punkty straty do drugiego miejsca i pięć punktów straty do pierwszej lokaty). Jest to jego największy sportowy sukces w karierze.
Za czasów niepodległej już Łotwy zdobył dziewięć tytułów mistrza kraju w strzelectwie (1926, 1928, 1930–1935, 1938), a także cztery mistrzostwa kraju w łyżwiarstwie figurowym (1926–1929). Uczestniczył w Mistrzostwach Świata w Strzelectwie 1937, na których nie zdobył medalu (najwyższe miejsce indywidualnie to 24. lokata, zaś drużynowo był najwyżej na szóstym miejscu).